# Honda S500
El S500 fue el segundo automóvil fabricado por Honda. Presentado en 1963, cuatro meses después del Honda T360 —una pickup con la que comparte chasis— con una mayor cilindrada que el S360 y un roadster que, aunque fue desarrollado en 1962, nunca entró en producción.
El Honda S500 utilizaba un motor de alta tecnología y, desarrollada a partir de la experiencia de fabricar motocicletas. El diseño es DOHC cuatro cilindros en línea, con cuatro carburadores y una línea roja de 9500 rpm. En un principio fue concebido con una cilindrada de 492 cc, posteriormente la versión de producción fue de 531 cc y producía 44 CV a 8000 rpm. Con un peso total de 680 kg, el S500 podía alcanzar una velocidad punta de 129 km/h.
El S500 contaba con una transmisión manual de 4 velocidades con cadena de transmisión para tracción de las ruedas traseras; las cuales llevan suspensión independiente, algo novedoso en la época, con barra de torsión en el frente y brazos de suspensión diagonales en la parte trasera.
El coche tenía un precio de $1,275 dólares en 1963. Como opciones, se ofrecía un techo duro de fibra de vidrio. Se llegaron a producir 1363 unidades entre octubre de 1963 y septiembre de 1964.
El S500 tuvo competidores como el Datsun Fairlady, el Toyota Sport 800 y el Daihatsu Compagno.